# آبراهام ای. ریبیکوف
آبراهام ای. ریبیکوف (به انگلیسی: Abraham A. Ribicoff) سناتور سابق عضو حزب دموکرات ایالات متحده آمریکا بود. وی در سال ۱۹۶۳ تا ۱۹۸۱ میلادی سناتور ایالت کنتیکت در سنای ایالات متحده آمریکا بود.